# Anteromorpha ueleensis
Anteromorpha ueleensis är en stekelart som först beskrevs av Jean Risbec 1958.  Anteromorpha ueleensis ingår i släktet Anteromorpha och familjen Scelionidae. Inga underarter finns listade i Catalogue of Life.